# Либертаријанизам
Либертаријанизам (либертерство) или слободарство је политичка филозофија која заступа становиште да би појединци требало да буду слободни да чине што год желе са собом и својом имовином све док не угрожавају ову исту слободу осталих.
Постоје две врсте либертаријанаца. Једни држе за темељну поставку да свако дејство међу људима мора бити добровољно и усаглашено. Они тврде да је потезање за силом против друге особе или њене имовине, при чему се под „силом“ подразумева употреба физичке силе, претња таквом силом, или чињење или налагање преваре против некога ко није потегао за физичком силом, претњом силом или преваром, повреда тог начела (многи од њих су индивидуалистички анархисти или анархо-капиталисти). Друга врста либертаријанаца потиче из последичносне или погодносне тачке гледишта. Уместо моралних забрана потезања за силом, они подржавају ограничену владу која се користи минималном количином уводне силе (попут прописивања и прикупљања пореза како би обезбедила нека јавна добра попут одбране и путева, као и извесна минимална регулација), јер верују да је она неопходна како би се осигурала највећа слобода појединаца (ово су минархисти). Либертаријанци се не противе коришћењу силе као одговор на већ почињен напад попут насиља, преваре или повреде права другога. Либертаријанци дају предност етици самоодговорности и оштро се противе социјалној држави, јер верују да је присиљавање некога да пружа помоћ другима етички погрешно, у крајњем контрапродуктивно, или пак и једно и друго.
Напомена о називима: Неке писце који су означавани као либертаријанци понекад називају и класичним либералима. Израз „филозофија слободе“ се понекад користи за либертаријанизам, класични либерализам, или оба.
Док већина либертаријанаца себе види као наследнике класичне традиције либерализма или као једну од његових данашњих грана, либертаријанизам не треба мешати са либерализмом како се он данас разуме у већини контекста.

## Начела
Либертаријанци генерално одређују слободу као могућност или слободу да чините што год желите све до тачке када ваше понашање почиње да омета или угрожава другу особу или њену имовину. Код тачке ометања, све стране би постале подложне извесним начелним правилима за разрешавање спорова, која истичу надокнаду жртви радије но само казну или одмазду. Већина либертаријанаца дозвољава да би такве казне могла примерно наметати држава у виду кривичних или грађанских казни, мада многи оспоравају степен до којег је таква казна нужно задатак државе.
Либертаријанци углавном виде ограничења која држава намеће појединцима и њиховој имовини, преко потребе да се казни повреда права једног од нас од стране другог, као повреду слободе. Анархисти се залажу за одсуство ма каквих владиних ограничења, засновано на претпоставци да су владари и закони непотребни јер ће у одсуству владе појединци природно обликовати самоуправне друштвене везе и правила. Насупрот овоме, прави либертаријанци сматрају владу неопходном са једином сврхом заштите права људи. Ово укључује заштиту људи и њихове имовине од криминалних дела других, као и обезбеђење националне одбране.
Либертаријанци генерално бране идеал слободе са становишта тога колико је мало свако ограничен ауторитетима, односно колико је свакоме дозвољено да чини, што се описује као негативна слобода. Овај идеал се разликује од виђења слободе усмереног на то колико свако може чинити, што се назива позитивном слободом. Разлику између ових појмова први је запазио Џон Стјуарт Мил, и касније у више појединости описао Исаија Берлин.
Многи либертаријанци виде живот, слободу и имовину као коначна права која поседују појединци, и да довођење једног од њих у питање нужно угрожава и остале. У демократијама, они сматрају компромисе о овим правима појединаца политичким дејствима „тиранијом већине“. Овај израз, који је први сковао Алексис де Токвил и касније прославио Џон Стјуарт Мил, истиче претњу већине да намеће већинске норме мањинама, и притом нарушава њихова права.
... потребна је такође и заштита од тираније преовлађујућег мишљења и осећања, од склоности друштва да намеће, средствима другим но грађанским казнама, сопствене идеје и обичаје као правила понашања и другима који се са њима не слажу...— Џон Стјуарт Мил
Многи либертаријанци дају предност прецедентном праву, које виде као мање произвољно и прилагодљивије од нормативног права. Релативне предности прецедентног права које се постепено разрађује ка све финијим одређењима имовинских права су изразили мислиоци као што су Фридрих Хајек, Ричард Епстајн, Роберт Нозик и Ренди Барнет. Неки либертаријански мислиоци верују да би овај развој могао да раздефинише разне „заједничке“ појаве попут, рецимо, загађења и других међудејстава која неки виде као спољашња. У речима Расела Минса, „либертаријанско друштво не би дозволило никоме да повреди друге загађивањем јер оно инсистира на појединачној одговорности“. Јавно власништво над имовином отежава захтев за одговорношћу.

### Природна права и последичност
Неки либертаријанци попут Роберта Нозика и Муреја Ротбарда виде права на живот, слободу и имовину као природна права, односно, права вредна заштите као циља самог за себе. Њихов поглед на природна права је изведен, посредно или непосредно, из писања Томаса Хобса и Џона Лока. Ајн Ранд, која је такође имала снажан утицај на либертаријанизам, упркос одбацивању тог назива, такође је гледала на ова права као заснована на природном закону.
Други либертаријанци као што су Милтон Фридман, Лудвиг фон Мизес и Фридрих Хајек, оправдавали су ова права на прагматичним или последичносним, као и моралним основама. Они су расуђивали како је либертаријанизам сагласан са економском делотворношћу, и стога најделотворнији начин помагања и унапређивања социјалног благостања. Они такође могу оправдавати покретање силе у неким околностима, на пример у ванредним ситуацијама. Неки либертаријанци попут Јана Нарвесона заузимају уговорну тачку гледишта по којој су права врста договора који би рационални људи склопили пре међудејстава.

## Либертаријанске смернице
Либертаријанци се снажно противе нарушавању грађанских слобода као што су ограничења слободе изражавања (нпр. говора, штампе, или упражњавања вере), забрана добровољног удруживања, или задирање у личност или имовину осим као исход достојног правног поступка којим се установљава или кажњава криминално понашање. Тако, либертаријанци се противе свакој врсти цензуре (односно, тврдњама о нападном или увредљивом говору), или заплени имовине пре суђења. Даље, већина либертаријанаца одбацују разлику између политичког и тржишног говора или удруживања, правно разликовање које се често користи да се од владиног уплитања заштити један вид деловања али не и други.
Либертаријанци се такође мрште на ма које законе који ограничавају лично или сагласно понашање, као и законе о злочинима без жртава. Они тако верују да избор појединаца о производима или услугама не би требало да буде ограничен захтевима за владиним одобравањем или монополима одобреним од стране државе, или пак путем трговинских ограда које ограничавају избор производа и услуга из других држава (види слободна трговина). Либертаријанци се такође углавном противе законским забранама уживања дроге, коцкања или проституције. Они верују да би грађани требало да буду слободни да преузимају ризик, чак и до тачке где себи стварно шкоде. На пример, иако се већина либертаријанаца можда лично слаже са већином људи да је везивање појасева добра идеја, они одбацују прописивање њихове обавезне употребе као патернализам. Слично, многи од њих верују да Администрација за храну и лекове Сједињених држава (и слична тела у другим земљама, као на пример Министарство здравља у Србији) не би требало да забрањује недоказане медицинске поступке, да би све одлуке о току лечења требало да буду доношене између пацијента и доктора, и да би влада била ограничена, и то највише, на доношење необавезујућих оцена о делотворности или безбедности.
Либертаријанци генерално верују да су такве слободе свеопште урођено право, и они прихватају ма које материјалне неједнакости или разуздано понашање, све док оно не повређује никог другог, који би вероватно исходовали из такве политике владиног неуплитања. Они виде економску неједнакост као исход слободе људи да бирају оно што ће сами чинити, што може бити профитабилно или не.

### Минархизам и анархо-капитализам
Неки који себе одређују као либертаријанце су минархисти. Они подржавају минимално опорезивање као „нужно зло“ са ограниченом сврхом финансирања јавних тела која би штитила грађанске слободе и имовинска права, укључујући полицију, добровољне оружане снаге без регрутног састава, и судове. Анархо-капиталисти се, са друге стране, противе свом опорезивању, одбацујући свако владино полагање права на монопол на заштиту као непотребно. Они желе да задрже владу ван питања правде и заштите, радије пребацујући ова питања на приватне групе. Анархо-капиталисти тврде како је минархистичко веровање да се некакав монопол на принуду може задржати унутар ма којих разумних граница нереалистичан, и да је институционализована принуда у било којој размери контрапродуктивна.
Становишта минархиста и анархо-капиталиста о смерницама о матичним питањима су најчешће међусобно неразлучива пошто обе врсте либертаријанаца верују да су постојеће владе превише наметљиве. Неки либертаријански филозофи попут Тибора Р. Мејкана образлажу како, исправно схваћени, минархизам и анархо-капитализам нису међусобно противуречни.

## Историја
Колико знамо, термин који се преводи као „либертаријански“, у политичком смислу, први пут је користио анархо-комуниста Жозеф Дежак, који је употребио француску реч „libertaire“ у писму Прудону 1857. Иако многи левичарски анархисти и даље користе овај назив (тако да се на пример речи које се могу превести као „либертаријански“ користе као синоними за анархизам у неким језицима попут француског или италијанског), његова најчешћа употреба нема баш ничег заједничког са социјализмом.
Уместо тога, на либертаријанизам као политички идеал се гледа као на облик класичног либерализма, што је савремени назив који се често користи уместо назива либертаријанизам. Овај појам, изворно називан просто „либерализмом“, израстао је из идеја просветитељства у Европи и Америци, укључујући и политичке филозофије Џона Лока и Барона де Монтескјеа и моралну и економску филозофију Адама Смита. До краја осамнаестог века ове идеје су се, скупа са индустријском револуцијом, брзо рашириле по целом западном свету.
Лок је развио врсту друштвеног уговора као правила у којем се „пристанак вођених“ изводи из природних права. Улога законодаваца била је да заштити природна права у свом законском облику грађанских права. Лок је развио идеју о природним правима и предложио радну теорију имовине; сваки појединац у стању природе „поседује“ себе, и на основу свог рада, поседује и плодове својих напора. Из ове представе природних права, појављује се привреда заснована на приватном власништву и трговини, са новцем као средством размене.
Негде у исто време, француски филозоф Монтескје је развио разлику између суверених и административних моћи, и предложио поделу власти међу овима другима као противтежу природној тежњи административне власти да расте на рачун права појединаца. Он је допуштао како би ова подела власти могла радити једнако добро у републици као и у ограниченој монархији, мада је он лично нагињао монархији. Па ипак, његове идеје су храниле замисли Очева оснивача Америке, и временом су постале основа на којој већина влада упражњава своје политичке моћи, како уставне монархије тако и републике, почевши од Сједињених држава.
Морална филозофија Адама Смита је наглашавала немешање владе како би појединци могли остварити шта год би њихови „Богом дати дарови“ дозволили без уплитања произвољних снага. Његово економско испитивање је указивало да би било шта што омета могућност појединаца да доприносе ма којем подухвату према својим најбољим способностима – при чему се мисли на меркантилистичке политике и еснафске монополе – водило неефикасној подели рада и сакатило напредак уопште. Смит је утврдио да „добровољна, информисана радња увек користи обема странама“, при чему су речи „добровољна“ и „информисана“ означавале одсуство присиле или обмане.
Током Америчке револуције, Оци оснивачи Сједињених држава су суштински пригрлили заштиту слободе као основну сврху владе. Томас Џеферсон је рекао да је „правична слобода неометано деловање по нашим жељама унутар граница оцртаних око нас једнаким правима других“. Маркиз де Лафајет је увезао (неки би рекли и увезао натраг) америчке појмове о слободи, у састављању француске Декларације о правима човека и грађанина из 1789, у којој се каже:
Слобода је могућност да чините све што не повређује никога другога; стога коришћење природних права сваког човека нема ограничења осим оних која осигуравају другим члановима друштва уживање истих права.— Декларација о правима човека и грађанина, 1789.
Џон Стјуарт Мил је, пресрочивши појам погодносности Џеремија Бентама, рекао како је „над собом, над својим телом и духом, сваки појединац једина и врховна власт“. Мил пореди овај појам напротив оног којег назива „тиранија већине“, проглашавајући да погодносност захтева да политичка уређења задовољавају „начело слободе“, којим би свакој особи била зајемчена највећа могућа слобода која не би ометала слободу других, како би свака особа могла највише увећати своју срећу. Овај идеал је касније одјекнуо код енглеског филозофа Херберта Спенсера кад је овај пргрлио „закон једнаке слободе“, устврђујући да „свако има право да чини што год жели, све док не омета исту слободу било кога другога“.
Пјер Жозеф Прудон је заговарао анархистички облик друштвеног уговора који није био између појединаца и државе већ „договор човека са човеком; договор из којег мора исходовати оно што називамо друштвом“. Једна од његових чувених тврдњи јесте „анархија је ред“. Како је он исказивао узајамност, рад је једини легитиман облик имовине: Прудон је тврдио „имовина је слобода“ и одбацивао и приватно и заједничко власништво над имовином узвикујући „имовина је крађа!“. Међутим, он је касније напустио своје одбацивање имовине, и одобрио приватно власништво „као противтежу моћи Државе, и тако осигуравајући слободу појединца“.
До раног двадесетог века, матична мисао у многим деловима света је почела да се одваја од готово искључивог усредсређивања на негативну слободу и слободна тржишта ка позитивнијем устврђивању права која су промовисали напредњачки покрет у Сједињеним државама и социјалистички покрет у Европи. Уместо владе која постоји једино да „осигура права“ слободних људи, многи су почели са залагањем за коришћење владине моћи за унапређивање позитивних права. Пример ове промене налазимо у „четири слободе“ Френклина Рузвелта, од којих су две негативне, наиме ограничавање владе од спутавања „слободе говора“ и „слободе исповести“, а две позитивне, проглашавајући „слободу од недостајања“, тј. владину испоруку домаће и стране помоћи, и „слободу од страха“, односно интернационалистичку политику наметања мира међу народима.
Како се одредница „либерал“ почела током 1920-их и 1930-их година поистовећивати са напредњачким смерницама, посебно у земљама енглеског говорног подручја, многи од оних који су остали верни изворном учењу минималне државе су почели да издвајају своје схватање називајући себе „класичним либералима“.
У раном двадесетом веку, рађање нацизма у Немачкој и комунизма у Русији су, уопштено говорећи, виђени као засебни покрети, потоњи чак наличит напредњачком покрету на Западу, тако да су му многи његови заступници били наклоњени. Група економиста из средишње Европе звана аустријска школа је негирала овакво разликовање међу врстама тоталитаризма указујући на заједничке колективистичке темеље њихових учења, и тврдећи да је колективизам у свим својим облицима инхерентно супротан слободи како се она традиционално схвата на Западу. Међу овим мислиоцима су и Лудвиг фон Мизес, Фридрих Хајек и Валтер Блок; Блок је описивао поставку о не-агресији као „осовину“ либертаријанизма. Аустријска школа је имала снажан утицај како на економско учење тако и на либертаријанска начела. У другој половини двадесетог века је назив „либертаријански“, који се раније повезивао са анархизмом, почео бивати усвајан од стране оних чија су схватања ближе сличила „класичним либералима“.
Дин Расел је 1955. године написао чланак размишљајући како звати оне који су, попут њега самога, следили класично либерално учење индивидуализма и само-одговорности. Он је рекао
Многи од нас себе зову „либералима“. И тачно је да је реч „либерал“ некада означавала особе које су поштовале појединца и зазирале од служења масовним принудама. Али левичари су сада загадили тај некада поносан назив означавајући њиме себе и свој програм већег владиног власништва над имовином и контроле над појединцима. И сада, као резултат, они од нас који верују у слободу морамо објашњавати како, када називамо себе либералима, заправо мислимо на либерале у класичном незагађеном смислу. Ово је у најбољем случају мучно и подложно неразумевању. Ево предлога: хајде да ми, који волимо слободу, заштитимо и за своје коришћење задржимо добру и часну реч „либертаријанац“.— Дин Расел

### Академско либертаријанско учење
Семинари о либертаријанизму се предају у Сједињеним државама почевши од 1960-их, укључујући и семинар о личним студијама на Државном универзитету Њујорка у Џенесиу почевши 1972. Школу слободе, касније названу Рампарт колеџ, је током 1960-их водио Роберт Лефевр и била је од значајног утицаја у ширељу либертаријанских схватања.
Филозофски либертаријанизам је задобио значајну меру признања у академским круговима објављивањем књиге Анархија, држава и утопија харвардског професора Роберта Нозика 1974. године. Лево либерални филозоф Томас Нејџел је (чувено) тврдио да је Нозиков либертаријанизам 'без основа' јер је полазио од претпоставке да појединци поседују себе саме без даљег објашњења.
Јан Нарвесон је циљао да одговори на овај изазов. Засновано на раду Дејвида Готјеа, Нарвесон је развио уговорни либертаријанизам, оцртан у свом раду Либертаријанска мисао из 1988. и потом продужен у раду Поштовање особа у теорији и пракси из 2002. У овим радовима, Нарвесон се сложио са Хобсом да би појединци напустили своју способност да убијају и краду једни од других како би напустили стање природе, али се разилази од њега образлажући да неприкосновена држава није нужна да спроводи овај договор. Нарвесон расуђује да заправо није потребна никаква држава. Међу другим заступницима уговорног либертаријанизма су и добитник Нобелове награде и оснивач економске школе јавног избора Џејмс Бјукенен, и мађарско-француски филозоф Антони де Жасеј.
Са друге стране, Џ. С. Лестер је циљао да поткопа овај изазов бранећи 'либертаријанизам без основа' у облику критичког рационалног либертаријанизма, најистакнутије у свом раду Бег из Левијатана. Посебно, тај рад примењује критички рационализам у одбрани поставке да нема систематских практичних судара између инструменталне разборитости, међуличне слободе, државе благостања и анархије приватног власништва.

### Леви либертаријанци
У англоамеричком политичком учењу постоји и табор либертаријанаца који држи егалитаристичка начела са идејама појединачне слободе и имовинских права, који себе називају „левим либертаријанцима“. Леви либертаријанци верују да је почетна расподела имовине по природи ствари равномерна, тако да особе или не могу законито присвојити приватну имовину или за то морају придобити одобрење од свих унутар политичке заједнице. Неки леви либертаријанци чак користе Локовску погодбу као потпору врстама правде које укључују прерасподелу богатства на начине наизглед усаглашене са либертаријанским правима само-власништва. Неки од савремених левих либертаријанаца су и Питер Валентајн, Хилел Стајнер, Филип ван Парејс и Мајкл Оцука, чија књига Либертаријанизам без неједнакости, међу данашњим либертаријанским издањима, једна од оних која најснажније нагиње идејама уједначавања.
Критике левог либертаријанизма су долазиле једнако са левице и деснице. Десни либертаријанци попут Роберта Нозика држе да само-власништво и присвајање имовине не морају испуњавати мерила уравниловке, већ једино морају пратити Локовску мисао непогоршавања положаја других. Џералд Коен, мислилац аналитичког марксизма, је нашироко критиковао лево-либертаријанске врлине само-власништва и једнакости. У књизи Само-власништво, слобода и једнакост, Коен тврди како је сваки систем који узима једнакост и њено спровођење за озбиљно не може бити сагласан са кршном слободом и пуним само-власништвом либертаријанске мисли. Том Г. Палмер са Като института је одговорио на Коенову критику у Критичком прегледу  и дао водич за литературу критичку према либертаријанизму и свом есеју-прегледу библиографије „Литература о слободи“ у Либертаријанском штиву .

### Објективизам
Положај либертаријанизма оспоравају мислиоци који себе називају објективистима (објективизам је име које је списатељица Ајн Ранд дала свом учењу). Иако је либертаријанизам усвојио неке саставке учења Ајн Ранд, објективисти (укључујући и саму Ранд) осудили су либертаријанизам као опасност за слободу и капитализам. Посебно, тврђено је како либертаријанци користе објективистичке замисли „ишчупавши им зубе“.
Обратно, неки либертаријанци виде објективисте као догматичне, нереалне и непопустљиве. Речима уредника Разума Ника Гилеспија у издању овог либертаријанског часописа од марта 2005. посвећеном утицају објективизма, Ранд је „једна од најважнијих личности у либертаријанском покрету... Ранд остаје једна од најпродаванијих и најшире утицајних фигура у америчкој мисли и култури“ уопште и посебно у либертаријанизму. Ипак, он признаје да се стиди повезивања свог часописа са њеним идејама. У истом броју, Кети Јанг каже како је „либертаријанизам, покрет најближе повезан са идејама Ранд, мање њихово потомство него пре побуњени нећак“. Иако одбијају идеје које виде као рандијанске догме, либертаријанци попут Јанг ипак верују да би „порука Ранд разума и слободе... могла бити тачка окупљања“ либертаријанизма.
Војна дејства Сједињених држава у Ираку од 2003. наовамо су истакли напетости између објективизма и погледа многих либертаријанаца. Објективисти се често нису слагали са политиком неуплитања (често обмањујуће називаном „изолационизам“) многих либертаријанаца. Они образлажу да је исправно да држава предузме превентивна војна дејства када докази указују на стваран ризик да ће друга држава прва потегнути за принудном употребом физичке силе. Многи би такође желели да виде државу која агресивније штити права (у овом случају америчких) грађана и предузећа у иностранству, укључујући ту и војну акцију као одговор на подржављење.
Објективисти одбацују често понављани либертаријански рефрен да су држава и влада „нужна зла“: за објективисте, држава ограничена на заштиту права својих грађана је апсолутно нужна и морална. Они се противе свим анархистичким струјама и подозриви су према либертаријанском сродству са индивидуалистичким анархизмом.

## Смернице либертаријанских странака
Либертаријанизам се често сматра десничарским покретом, посебно међу не-либертаријанцима у Сједињеним државама, где либератаријанци углавном имају више заједничког са традиционалним конзервативцима него са америчким либералима, посебно поводом економске политике и контроле ватреног оружја. Међутим, либертаријанци се често (и вероватно најближе) описују као „конзервативни“ по економским и „либерални“ по друштвеним питањима. На пример, највећи број либертаријанаца сматра тексашког конгресмена и некадашњег либертаријанског кандидата за председника САД Рона Пола за либертаријанца по учењу, иако је он технички представник Републиканске странке.
Један пример либертаријанских смерница у историји можемо наћи у дискриминацији на радном месту. Либерали су по правилу подржавали законе који би кажњавали послодавце за дискриминацију на основама невезаним за способност обављања посла у питању, док су конзервативци историјски били наклоњени законима који су подржавали такву дискриминацију (попут америчког Југа пре општих грађанских права). Од либертаријанаца би се имало очекивати да се противе ма којим законима по овом питању јер би они нужно повређивали имовинска права или слободе било власника предузећа било управо запосленог. Другим речима, свако би требало да буде слободан да дискриминише против других у својим личним или пословним односима, свако би требало да буде слободан да изабере да ли ће прихватити посао, или започне свој бизнис у складу са својим личним веровањима и предрасудама, и свако би требало да буде слободан да поведе бојкот или јавну кампању против предузећа са чијим се смерницама не слаже.
Као савременији пример, конзервативци ће вероватно подржати забрану истополних бракова у интересу одржавања традиционалног уређења, док ће либерали вероватно бити наклоњени омогућавању истополних бракова у сврху осигуравања једнакости пред законом. Либертаријанци се, пак, неће сложити са самим појмом брака одобреним од стране владе. Заправо, они ће порицати да влада заслужује било какву улогу у браку осим спровођења ма каквог правног уговора у који појединачне стране одлуче да ступе, и противиће се разним додатним правима која се тренутно одобравају венчаним грађанима.
Наместо „лево-десног“ политичког спектра, неки либертаријанци користе дводимензиону представу политичких уверења и смерница, са „личном слободом“ на једној оси и „економском слободом“ на другој, који се назива Ноланов дијаграм. Назван по Дејвиду Нолану, оснивачу Либертаријанске странке САД, који га је израдио, дијаграм је сличан друштвено-политичком тесту који користе Заступници за самоуправу да одреде појединце и њихове вредности. Прво приближење либертаријанских смерница, изведено из ових дијаграма, јесте да се они слажу са либералима по друштвеним а са конзервативцима по економским питањима. И тако, уобичајена линеарна скала схватања владе се може приказати унутар Нолановог дијаграма као да се протеже од горњег левог до доњег десног темена, док би степен државног управљања био представљен дуж правца од доњег левог до горњег десног темена. Ноланов дијаграм и начин на који се користи нису опште прихваћени.

## Либертаријански покрет
Либертаријански програм је међународни пројекат са циљем да одреди и документује кључна места у којима се, текуће или могућно у будућности, владини програми могу заменити добровољним.
Либертаријанци и њихови савезници нису једнолична скупина, већ су сарађивали у оснивању табора мислилаца, политичких странака, и других пројеката. На пример, економиста аустријске школе Мареј Ротбард је био један од саоснивача Клуба Џон Рандолф, Центра за либертаријанске студије и Като института како би подржао независни либертаријански покрет, али се и придружио Дејвиду Нолану у оснивању Либертаријанске странке САД 1971. (Ротбард је прекинуо активности у Либертаријанској странци 1985, и неки од његових следбеника, попут Луа Роквела, су заузели непријатељски став према странци.) Данас у Сједињеним државама, неки либертаријанци подржавају Либертаријанску странку, која је једна од јачих „трећих странака“ у САД, неки не подржавају ниједну, док неки покушавају да упркос разликама у гледиштима раде у оквирима моћнијих странака. Републикански кокус слободе, крило Републиканске странке САД, промовише либертаријанска гледишта; а слична организација, Демократски кокус слободе, постоји унутар Демократске странке САД, али је слабије организована. Републикански конгресмен Рон Пол је такође члан Либертаријанске странке и био је својевремено и председнички кандидат.
”Мовименто либертарио” (Либертаријански покрет) Костарике је једна од већих либертаријанских странака ван САД, и држи око 10% места у народној скупштини (законодавном телу) Костарике. Мовименто либертарио се сматра првом либертаријанском организацијом која је остварила значајан изборни успех на националном нивоу, мада не без контроверзи. На пример, Ригоберто Стјуарт, саоснивач странке, директор либертаријанског табора мислилаца ИНЛАП и оснивач пројекта за аутономију једне покрајине Костарики, је изгубио свој утицај у Мовименту и подршку за пројекат аутономије; неки кажу да је странка, прихватајући новац од немачке либералне Фондације Фридрих Науман, компромитовала либертаријанска начела заради више власти, окрећући се тако нелибертаријанским позицијама.
Либерална странка Хонгконга је још један пример значајне политичке странке која нагиње либертаријанизму на економском нивоу. Она је друга по величини политичка странка у Законодавном савету, међутим овај успех партија највећим делом дугује јединственом изборном систему Хонгконга у којем пословне групе бирају половину законодавног тела док се друга половина бира директно.
Има и других либертаријанских партија широм света, које су постигле различит успех. Либертаријанизам се појављује чак и у Француској настанком ”Вољене слободе” (Liberté Chérie), табора мислилаца и активистичког удружења од око 2.000 чланова. Вољена слобода је задобила значајну пажњу у јавности када је успела да окупи 80.000 Парижана на улице како би протестовали против штрајка владиних службеника. Од 2006. у Француској делује и Либерална алтернатива, либертаријанска странка Едуарда Филијаса.
Међу либертаријанским странкама у другим државама су и ЛибертаријаНЗ и (умеренија) АЦТ Новог Зеланда, Либертаријанска странка Канаде, Холандије и Аустралије. Ниједна од њих нема снажнијег утицаја на политичкој сцени.
Ниједна од странака у Србији нити земљама некадашње Југославије нема смернице макар издалека блиске либертаријанским. Матично политичко мишљење ових земаља је снажно наклоњено држави са осетним утицајем у економији и питањима личних слобода.
Међу познатим декларисаним либертаријанцима или особама блиским либертаријанским идејама су и:
- Џими Велс, саоснивач Википедије
- Мајкл Баднарик, политичар, кандидат на председничким изборима у САД 2004.
- Ричард Брансон, директор фирме „Вирџин“
- Роберт Нозик
- Милтон Фридман
- Френк Запа
- Хауард Стерн
- Том Селек
- Клинт Иствуд
- Треј Паркер

Неки, попут Дејвида Боаза, извршног потпредседника либертаријанског америчког табора мислилаца института Като, расуђују како би израз класични либерализам требало да буде задржан само за ране либералне мислиоце ради јасноће и тачности, као и због разлика између многих либертаријанских и класичних либералних мислилаца. Па ипак, званичан став Като института јесте да су класични либерализам и либертаријанизам синоними; они би за себе радије користили назив ”либерал”, али га избегавају због збуњујуће конотације у неким земљама енглеског говорног подручја, где се многи који себе описују као либерале залажу за мешану економију радије него економију слободног тржишта. Като институт не воли додатак „класичан“ јер, према њима, реч „класичан“ подразумева назадњачко учење, и стога коначно користе реч „либертаријанац“, која избегава назадњачке конотације.
Пројекат Слободна држава је 2001. године основао Џејсон Соренс, професор политичких наука и либертаријански активиста, који је тврдио да би 20.000 либертаријанаца требало да се пресели у једну савезну државу САД како би тамо могли концентрисано деловати. У августу 2003, чланство Пројекта Слободна држава је одабрало Њу Хемпшир, али је раст броја учесника пројекта и даље (2006) мали. Осим тога, неки незадовољни чланови пројекта су, у протесту против избора Њу Хемпшира, започели конкурентске пројекте, попут „Слободног западног савеза“ или „Севера ка будућности“, пројекта за слободну нацију на Аљаски. Постоји и Пројекат Европска слободна држава.

## Критика либертаријанизма
Критичари либертаријанизма и са левице и са деснице тврде како су либертаријански појмови о појединачној економској и друштвеној слободи противуречни, неодрживи или непожељни. Нападачи са левице се најчешће усредсређују на економске последице, тврдећи да савршено слободна тржишта, илити лесе-фер капитализам, подрива индивидуалне слободе за многе људе стварајући друштвену неједнакост, сиромаштво, и одсуство одговорности најмоћнијих. Критичари са деснице углавном нападају по питањима традиције и личног морала, тврдећи да широке личне слободе које заступају либертаријанци охрабрују нездраво и неморално понашање и подривају веру. Либертаријанци у погледу оваквих критика тврде да су лична одговорност, приватно милосрђе, и добровољна размена добара и услуга – сагласна испољавања поједначносног приступа слободи, и дају и делотворнији и етичкији пут ка напретку и мирном суживоту. Они често расуђују да би у истински капиталистичком друштву, чак и најсиромашнији на крају боље прошли као резултат бржег свеукупног привредног раста, за који они пак верују да ће се остварити уз ниже порезе и мање управљања.
Конзервативци често објашњавају да је држава потребна како би одржавала друштвени ред и морал. Они могу расуђивати како претеране личне слободе охрабрују опасно и неодговорно понашање које исходује у спољашњостима чије рачуне на крају плаћа целокупно друштво. Ако негативна понашања утичу штетно на друштво, тада би опорезивање могло да помогне у олакшавању овог неуспеха тржишта новом расподелом богатства. Међу најчешће претресаним оваквим питањима су сексуалне норме, борба против дрога, и јавно образовање. Неки, попут конзервативца Јоне Голдберга из Националног прегледа, сматрају либертаријанизам „обликом осионог нихилизма“ који је у исто време претерано толерантан према нетрадиционалним начинима живота (попут хероинске зависности) и нетрпељив према дугим политичким гледиштима. У истом чланку, он пише: „Децу не претварате у одговорне одрасле особе дајући им апсолутну слободу. Добар карактер снажите ограничавајући слободу, и усмеравајући њихове енергије ка најплоднијим путевима. То је оно што раде све добре школе, добре породице и добра друштва... многостраност [не би требало да буде]... уговорно самоубиство.“ Али либертаријанци се не залажу за „апсолутну слободу“, већ напротив истрајавају на томе да слобода деловања сваког појединца има бити ограничена до тачке код које би оно повређивало слободу других; такође, веома је неуобичајено за либертаријанце да заговарају да деца треба да имају исту слободу као одрасли. Даље, либертаријанци су оштри критичари неоправданости и социјалне државе.
Неки либерали, као на пример Џон Ролз и Ернест Партриџ, расуђују како подразумевани друштвени уговори и демократија оправдавају владина деловања штетна по неке појединце све док су од свеукупне користи. Они могу даље образлагати да права и тржишта могу дејствовати само међу „чврсто уплетеном заједницом грађана“ која почива на друштвеним обавезама које либертаријанци одбацују. Ови критичари доказују како ће без овог темеља, либертаријански облик владе или пропасти или се раширити толико да се више не може препознати као такав.
Друге критике се усредсређују на економију. Критичари објашњавају да тамо где је либертаријанско економско учење (неокласични и лесе-фер капитализам) било спроведено (попут Чилеа, Велике Британије у 19. и Сједињених држава у 19. и 20. веку), исходи показују да су њихове идеје претња слободи, демократији, људским правима, и привредном расту. Ово учење, кажу, занемарује стварне неуспехе тржишта попут људске склоности ка опортунистичком понашању. Осим тога, неки критичари тврде да би либертаријанска против-државност уклонила неке неопходне службе. Често навођен пример је здравство; критичари расуђују како мањак медицинског знања међу потрошачима, и поставка за коју они верују да је морална дужност друштва да обезбеди услуге онима који их не могу платити, чине довољну здравствену заштиту немогућом у потпуно слободном тржишту. Ови критичари затим тврде да подржављена мрежа здравствене заштите даје боље исходе од тржишта, и да је здравство, супротно либертаријанским становиштима, јавно добро које оправдава принуду.
Такви критичари могу расуђивати да је либертаријанско одређење „слободе“ (како је представљено на Нолановом дијаграму) у основи погрешно јер занемарује дејство које немоћ и беда имају на слободу. Други тврде да је пратећи политички квиз пристрасан ка либертаријанизму или шак да овакав графикон занемарује нелибертаријанске вредности. Посебно, он представља либертаријанизам као највеће поборнике слободе, притом не истичући да се притом „рачунају“ само негативна права. Либертаријанци на то одговарају да су позитивна права неприродна права, или пак права по заповести.
Други критичари, попут Џефрија Фридмана, уредника америчког часописа Критички преглед, тврде да либертаријанци превише поједностављују питања попут делотворности државног уплитања, пребацујући без оправдања терет доказа на своје противнике. Фридман такође расуђује како су либертаријански погледи на људску природу сачињени више од „идеологије и политичког крсташења“ него од „учености“, као на пример када он тврди да либертаријанци претпостављају да људи делују како би за себе највише увећали корисност (у ширем смислу), или пак да ће њихово деловање у сопственом интересу увек служити људским потребама боље од државног устројства (владе). Џ. С. Лестер је одговорио Фридману тврдећи како Фридман оправдава затечено стање притом потпуно погрешно разумевајући либертаријански појам слободе. Он је, наставља Лестер, пригрлио априорни антилибертаријанизам седећи притом на антилибертаријанској одступници: он жели да наводи доказе против либертаријанизма али увек може да се повуче на задршку устврђивања мањка „оправдања“ и наводне појмовне нејасности.  Лестер се и у свом Бегу из Левијатана у више појединости бави многим питањима која је покренуо Фридман.
Неки критикују пориве либертаријанаца, говорећи да они подржавају либертаријанске идеје само зато што оне служе да оправдају и одрже оно што ови критичари виде као њихов положај близу врха постојећих друштвених лествица. На пример, колумниста часописа Wired Брук Шелби Бигс је рекао: „Либетаријанизам је необавештена капиталистичка похлепа у оделу грађанских права“ и да:
... постоји неколико питања која либертаријанци некако увек занемарују када говоре о обећању будућности без владиног уплитања: стваран и нераздвојан културни хендикеп и „афирмативна акција“ (односно позитивна дискриминација), подухвати јавних радова попут ауто-путева за све дворце које је нови новац подигао по Силиконској долини, обезбеђивање средстава за уметност, спречавање и заустављање злостављања деце, здравствена нега за старије, и још много других који би се могли набрајати. Они се вероватно неће превише гласно бунити ни против смањивања пореза на капиталну добит или других пореских олакшица за корпорације и богаташе.— Брук Шелби Бигс
Ови критичари указују да либертаријанска подршка напорима Светске трговинске организације доказује како су они задовољни глобалним статус квоом и да би желели да замрзну садашњу превласт и предност која ју прати. Слично, они кажу да либертаријанци гледају на веома богате као да су они своје место заслужили, док су класични либерали често били подозриви према богатима, предузећима и корпорацијама, које су видели као аристократију. Томас Џеферсон је посебно био критичан према расту корпорација, за које би ови критичари тврдили да чине важан део либертаријанског друштва. Неки либертаријанци, међутим, поричу оправданост корпорација као владиних изума.
Већина економиста се слаже да је децентрализовано доношење одлука важан део делотворних тржишта, али ће многи тврдити да изостанак владиног уплитања по правилу исходује неуспехом тржишта. Либертаријанци верују у способност слободних тржишта да делотворно и праведно распореде богатство, али они никако не би дозволили снагама тржишта да приреде ма каква кршења негативне слободе. Штавише, они се противе било каквој присили која би била употребљена да залечи оно што неки виде као „неуспехе тржишта“, образлажући да владино уплитање води владином неуспеху, леку горем од бољке. 
Неки критичари виде либертаријански поглед на имовинска права као претњу животној околини пре него лек. Они такође тврде да је животну средину, попут рецимо лепоте пејзажа, изузетно тешко монетарно вредновати.
Неки даље тврде да би либертаријанизам омогућио ропство преко имовинског права власништва над самим собом, одбацивања закона о раду, преко уговорних споразума о раду, непосредне продаје будућих права на рад, и/или као казну за особу са неисплаћеним дуговима чинећи га газдинским робом. Чак и унутар либертаријанских табора се воде расправе о либертаријанском оправдању уговорног ропства  Архивирано на веб-сајту  (1. септембар 2006) и газдинског рада  . Нови либертаријански одговор јесте да сопствено тело, као што је Томас Џеферсон говорио о појмовима, није предмет власништва, тако да је ропство уистину противзаконито, као и лажни затвор. Овај поглед је напоредан давнашњем начелу прецедентног права да су права неотуђива, које наравно не би могло бити задовољено ако би се она сматрала личном имовином (у правном смислу) и робом којом се може трговати; мада овај поглед није део било које званичне либертаријанске платформе, и питање добровољног служења остаје предмет расправе унутар либертаријанских редова. Међутим, либертаријанци су одувек тврдили да су границе појединачне слободе досегнуте онда када те слободе ометају право другог на исте. Према томе, власништво над имовином се не би протезало до власништва над робовима, јер би то био јасан пример нечијих права (на имовину) која ометају права другога.